# Clinton Mata
Clinton Mukoni Mata Pedro Lourenço (Verviers, Bélgica, 7 de noviembre de 1992), conocido mayoritariamente como Clinton Mata, es un futbolista belga nacionalizado angoleño. Juega de defensa en el Olympique de Lyon de la Ligue 1.

## Selección nacional
Clinton Mata es miembro de la selección de Angola, con el cual ha jugado hasta ahora 14 partidos y no ha convertido goles.

## Clubes
| Club               | País    | Año           |
| ------------------ | ------- | ------------- |
| K. A. S. Eupen     | Bélgica | 2011-2014     |
| R. Charleroi S. C. | Bélgica | 2014-2017     |
| K. R. C. Genk      | Bélgica | 2017-2018     |
| Club Brujas        | Bélgica | 2018-2023     |
| Olympique de Lyon  | Francia | 2023-presente |

## Palmarés

### Títulos nacionales
| Título                      | Club        | País    | Año  |
| --------------------------- | ----------- | ------- | ---- |
| Primera División de Bélgica | Club Brujas | Bélgica | 2020 |
| Primera División de Bélgica | Club Brujas | Bélgica | 2021 |
| Supercopa de Bélgica        | Club Brujas | Bélgica | 2021 |
| Primera División de Bélgica | Club Brujas | Bélgica | 2022 |
| Supercopa de Bélgica        | Club Brujas | Bélgica | 2022 |